# Selección de fútbol de Nigeria
La selección de fútbol de Nigeria es el equipo representativo del país en las competiciones oficiales. Es una selección con historia internacional, en especial desde su primera aparición en una copa del mundo en 1994.
En categoría absoluta consiguió avanzar de la fase preliminar en las copas mundiales de 1994, 1998 y 2014 donde alcanzó los octavos de final, pero luego sería eliminada por Italia, Dinamarca y Francia respectivamente. Esto lo convierte en la única selección Africana en haber llegado 3 veces a los octavos de final de un mundial. En las competiciones continentales, ganó en tres ocasiones la Copa Africana de Naciones, en las ediciones de 1980, 1994 y 2013. En los Juegos Olímpicos, no participó, aunque con la Selección sub-23 a la que se le sumaron tres mayores obtuvo la medalla de oro en Atlanta 1996 y la medalla de plata en Pekín 2008. En las categorías menores ha logrado conquistar la Copa Mundial de Fútbol Sub-17 en 1985, 1993, 2007, 2013 y 2015. Por otra parte, tuvo participaciones destacadas en la Copa Mundial de Fútbol Sub-20 (2 subcampeonatos) y obtuvo el 4.º lugar en la Copa Confederaciones 1995.
El 30 de junio del 2010, el presidente de Nigeria decidió retirar a la selección nacional de las competiciones durante dos años por el pobre papel realizado en la Copa del Mundo de 2010. Sin embargo, el 5 de julio del mismo año el presidente nigeriano decidió retirar la suspensión de la selección nigeriana, luego de que la FIFA le diera un plazo en el cual si no retiraban la suspensión, la federación nigeriana de fútbol quedaría suspendida indefinidamente.

## Historia
Después de jugar con otras colonias en partidos no oficiales desde la década de 1930, Nigeria jugó su primer juego oficial en octubre de 1949, cuando aún era una colonia británica. El equipo jugó partidos de preparación en Inglaterra contra varios equipos de aficionados, incluidos Bromley, Dulwich Hamlet, Bishop Auckland y South Liverpool. El partido de Nigeria contra el Marine A.F.C. en el Rossett Park atrajo a 6.000 espectadores.

### Década de 1963-1980
Nigeria apareció por primera vez en la Copa Africana de Naciones 1963, donde fue sorteada en un grupo con Sudán y la entonces República Árabe Unida; acabaron últimos perdiendo 6-3 ante la República Árabe Unida donde Asuquo Ekpe marco el primero gol de Nigeria en una competición oficial, culminaron su eliminación al perder 3-0 ante Sudán.
El primer gran éxito del equipo fue una medalla de oro en los segundos juegos de toda África, seguido de un tercer puesto en la Copa Africana de Naciones 1976 y 1978. En 1980, con jugadores como Segun Odegbami y Best Ogedegbe, el equipo dirigido por Christian Chukwu ganó la Copa Africana de Naciones 1980 por primera vez en Lagos. El equipo olímpico de fútbol masculino de Nigeria ganó el evento de fútbol en los Juegos Olímpicos de 1996 en Atlanta, venciendo a México, Brasil y Argentina en el proceso. Fueron subcampeones en el mismo evento en los Juegos Olímpicos de 2008 en Pekín, perdiendo ante Argentina en una revancha de la final de 1996 del evento.[5][6]
En 1984,1988 y 2000,[7] Nigeria llegó a la final de la Copa de Africana, perdiendo ante Camerún. Tres de los cinco títulos africanos ganados por Camerún se han ganado al derrotar a Nigeria. Perderse a Camerún en muchas ocasiones ha creado una intensa rivalidad entre ambas naciones. Tres ocasiones notables; perdiendo por poco en la Copa Africana de Naciones de 1988, las eliminatorias para la Copa Mundial de 1990 y luego la controvertida final de la Copa Africana de Naciones de 2000, en la que se consideró que un tiro lanzado por Victor Ikpeba durante la tanda de penaltis no cruzó la línea de gol para el árbitro.[8]
El equipo se retiró de dos Copas Africanas de Naciones entre 1963 y 1974, debido a la inestabilidad política. En 1976, regresaron a la Copa de Naciones para ocupar el tercer puesto.

### Década de 1980-1990
Nigeria fue sede de la Copa Africana de Naciones 1980 y también ganó su primer título ese año en Lagos. Nigeria quedó subcampeón tres veces y tuvo una eliminación en la fase de grupos, entre 1982 y 1990. Tampoco logró clasificarse para la Copa Africana de Naciones 1986 organizada por Egipto.

### Década de 1990 y Crecimiento internacional
Nigeria apareció nuevamente en la Copa Africana de Naciones en 1992 y 1994, terminó tercero en 1992 y ganó la Copa Africana de Naciones 1994, que fue la segunda vez que ganó el torneo.

## Resultados

### Últimos partidos y próximos encuentros
Actualizado al último partido jugado el 5 de agosto de 2025
| Fecha      | Ciudad       | Local     | Resultado | Visitante | Competición                            |
| ---------- | ------------ | --------- | --------- | --------- | -------------------------------------- |
| 22-12-2024 | Acra         | Ghana     | 0:0       | Nigeria   | Clasificación Campeonato Africano 2025 |
| 28-12-2024 | Uyo          | Nigeria   | 3:1       | Ghana     | Clasificación Campeonato Africano 2025 |
| 21-03-2025 | Kigali       | Ruanda    | 0:2       | Nigeria   | Clasificación Copa Mundial 2026        |
| 25-03-2025 | Uyo          | Nigeria   | 1:1       | Zimbabue  | Clasificación Copa Mundial 2026        |
| 28-05-2025 | Brentford    | Nigeria   | 2:1       | Ghana     | Partido amistoso                       |
| 31-05-2025 | Londres      | Nigeria   | 2:2       | Jamaica   | Partido amistoso                       |
| 06-06-2025 | Moscú        | Rusia     | 1:1       | Nigeria   | Partido amistoso                       |
| 28-07-2025 | Pemba        | Zanzíbar  | 0:0       | Nigeria   | Partido amistoso                       |
| 31-07-2025 | Stone Town   | Nigeria   | 2:2       | Zanzíbar  | Partido amistoso                       |
| 05-08-2025 | Stone Town   | Senegal   | 1:0       | Nigeria   | Campeonato Africano 2025               |
| 12-08-2025 | Stone Town   | Sudán     | 4:0       | Nigeria   | Campeonato Africano 2025               |
| 19-08-2025 | Dar es-Salam | Nigeria   | -:-       | Congo     | Campeonato Africano 2025               |
| 06-09-2025 | TBD          | Nigeria   | -:-       | Ruanda    | Clasificación Copa Mundial 2026        |
| 09-09-2025 | TBD          | Sudáfrica | -:-       | Nigeria   | Clasificación Copa Mundial 2026        |

## Uniforme
| 1949 | (Ver Evolución) | 2024 - Actual |  |

## Jugadores

### Última convocatoria
Los siguientes jugadores fueron convocados para el partido de la Unity Cup contra  Ghana y el amistoso contra  Rusia celebrados los días 28 de mayo y 6 de junio de 2025.
Partidos internacionales y goles correctos al 28 de mayo de 2025, después del partido contra  Ghana.
| N.º | Nombre               | Posición      | Edad    | PJ  | Goles | Club                  |
| --- | -------------------- | ------------- | ------- | --- | ----- | --------------------- |
| 1   | Maduka Okoye         | Portero       | 25 años | 17  | 0     | Udinese               |
| 23  | Stanley Nwabili      | Portero       | 29 años | 20  | 0     | Chippa United         |
|     | Amas Obasogie        | Portero       | 25 años | 0   | 0     | Singida Black Stars   |
| 2   | Sodiq Ismaila        | Defensa       | 28 años | 0   | 0     | Remo Stars            |
| 3   | Waliu Ojetoye        | Defensa       | 21 años | 0   | 0     | Ikorodu City          |
| 5   | Igoh Ogbu            | Defensa       | 25 años | 1   | 0     | Slavia Praga          |
| 6   | Semi Ajayi           | Defensa       | 31 años | 42  | 1     | West Bromwich Albion  |
| 13  | Bruno Onyemaechi     | Defensa       | 26 años | 13  | 0     | Olympiakos            |
| 17  | Nduka Junior         | Defensa       | 22 años | 0   | 0     | Remo Stars            |
| 20  | Ifeanyi Onyebuchi    | Defensa       | 25 años | 1   | 0     | Rangers International |
| 21  | Felix Agu            | Defensa       | 25 años | 0   | 0     | Werder Bremen         |
|     | William Troost-Ekong | Defensa       | 31 años | 78  | 7     | Al-Kholood            |
|     | Ola Aina             | Defensa       | 28 años | 46  | 0     | Nottingham Forest     |
|     | Bright Osayi-Samuel  | Defensa       | 27 años | 22  | 0     | Fenerbahçe            |
| 4   | Wilfred Ndidi        | Mediocampista | 28 años | 64  | 0     | Leicester City        |
| 8   | Frank Onyeka         | Mediocampista | 27 años | 30  | 1     | Augsburgo             |
| 12  | Papa Daniel          | Mediocampista | 23 años | 1   | 0     | Niger Tornadoes       |
| 22  | Chinemerem Ugwueze   | Mediocampista | 24 años | 1   | 0     | Rangers International |
| 24  | Saviour Isaac        | Mediocampista | 23 años | 0   | 0     | Rangers International |
|     | Raphael Onyedika     | Mediocampista | 24 años | 16  | 1     | Club Brujas           |
|     | Fisayo Dele-Bashiru  | Mediocampista | 24 años | 6   | 2     | Lazio                 |
|     | Christantus Uche     | Mediocampista | 22 años | 0   | 0     | Getafe                |
| 7   | Ahmed Musa           | Delantero     | 32 años | 111 | 18    | Kano Pillars          |
| 9   | Cyriel Dessers       | Delantero     | 30 años | 7   | 3     | Rangers FC            |
| 10  | Tolu Arokodare       | Delantero     | 24 años | 2   | 0     | Genk                  |
| 11  | Samuel Chukwueze     | Delantero     | 26 años | 45  | 6     | Milan                 |
| 14  | Kelechi Iheanacho    | Delantero     | 28 años | 57  | 15    | Middlesbrough         |
| 15  | Moses Simon          | Delantero     | 30 años | 79  | 9     | Nantes                |
| 18  | Alimi Sikiru         | Delantero     | 29 años | 1   | 0     | Remo Stars            |
| 19  | Nathan Tella         | Delantero     | 26 años | 1   | 0     | Bayer Leverkusen      |
|     | Victor Boniface      | Delantero     | 24 años | 12  | 1     | Bayer Leverkusen      |
|     | Umar Sadiq           | Delantero     | 28 años | 12  | 1     | Valencia              |

### Más participaciones

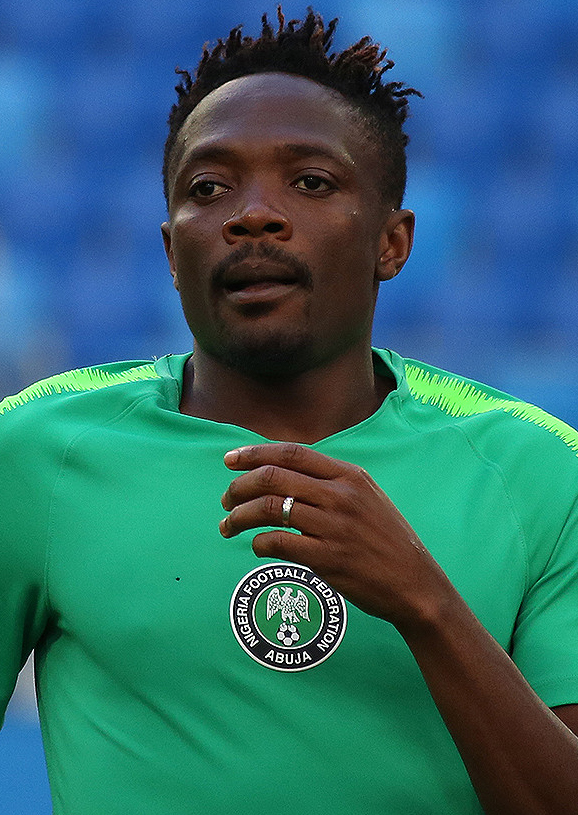
Ahmed Musa es el jugador con más participaciones con Nigeria.

| #  | Nombre           | Apariciones | Goles | Periodo   |
| -- | ---------------- | ----------- | ----- | --------- |
| 1  | Ahmed Musa       | 105         | 16    | 2010–     |
| 2  | Vincent Enyeama  | 101         | 0     | 2002–2015 |
| 2  | Joseph Yobo      | 101         | 7     | 2001–2014 |
| 4  | Mikel John Obi   | 91          | 6     | 2005–2019 |
| 5  | Nwankwo Kanu     | 86          | 13    | 1994–2011 |
| 5  | Mudashiru Lawal  | 86          | 11    | 1975–1985 |
| 7  | Jay-Jay Okocha   | 73          | 14    | 1993–2006 |
| 8  | Stephen Keshi    | 68          | 9     | 1981–1998 |
| 9  | Peter Rufai      | 66          | 1     | 1983–1998 |
| 10 | Peter Odemwingie | 65          | 11    | 2002–2014 |

### Máximos goleadores
| # | Nombre           | Goles | Partdos | Periodo   |
| - | ---------------- | ----- | ------- | --------- |
| 1 | Rashidi Yekini   | 37    | 62      | 1983–1989 |
| 2 | Segun Odegbami   | 22    | 47      | 1976–1981 |
| 3 | Yakubu Aiyegbeni | 21    | 58      | 2000–2012 |
| 4 | Victor Osimhen   | 20    | 28      | 2017–     |
| 5 | Ikechukwu Uche   | 19    | 46      | 2007–2014 |
| 6 | Obafemi Martins  | 18    | 42      | 2004–2015 |
| 7 | Samson Siasia    | 17    | 49      | 1984–1998 |
| 8 | Ahmed Musa       | 16    | 105     | 2010–     |
| 9 | Julius Aghahowa  | 14    | 32      | 2000–2007 |
| 9 | Asuquo Ekpe      | 14    | 28      | 1956–1966 |
| 9 | Jay-Jay Okocha   | 14    | 73      | 1993–2006 |
| 9 | Thompson Usiyan  | 14    | —       | 1976–1981 |

## Entrenadores

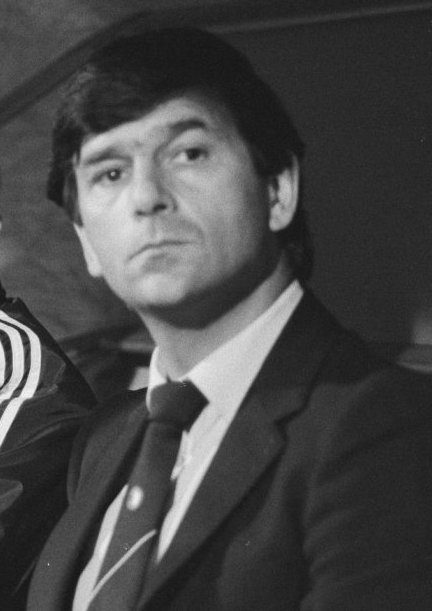
Clemens Westerhof dirigió al equipo desde 1989 hasta el Mundial de 1994.

- John Finch (1949)
- Elliot Williams (1954–1956)
- Les Courtier (1956–1960)
- Dominic Taylor (1960–1961)
- George Vardar (1961–1963)
- Joey Blackwell (1963–1964)
- Daniel Anyiam (1964–1965)
- József Ember (1965–1968)
- Peter Amaechina (1969–1970)
- Karl-Heinz Marotzke (1970–71)
- Jorge Penna (1972–1973)
- Karl-Heinz Marotzke (1974)
- Tihomir Jelisavčić (1974–1978)
- Otto Glória (1979–1982)
- Gottlieb Göller (1981)
- Festus Onigbinde (1983–1984)
- Chris Udemezue (1984–1986)
- Patrick Ekeji (1985)
- Paul Hamilton (1987–1989)
- Manfred Hoener (1988–1989)
- Clemens Westerhof (1989–94)
- Shaibu Amodu (1994–1995)
- Jo Bonfrere (1995–1996)
- Shaibu Amodu (1996–1997)
- Philippe Troussier (1997)
- Monday Sinclair (1997–1998)
- Bora Milutinović (1998)
- Thijs Libregts (1999)
- Jo Bonfrere (1999–2001)
- Shaibu Amodu (2001–2002)
- Festus Onigbinde (2002)
- Christian Chukwu (2002–2005)
- Augustine Eguavoen (2005–07)
- Berti Vogts (2007–2008)
- James Peters (2008)
- Shaibu Amodu (2008–2010)
- Lars Lagerbäck (2010)
- Augustine Eguavoen (2010)
- Samson Siasia (2010–2011)
- Stephen Keshi (2011–2014)
- Shaibu Amodu (2014)
- Stephen Keshi (2014)
- Daniel Amokachi (2014-2015)
- Stephen Keshi (2015) (Interino)
- Shaibu Amodu (2015)
- Sunday Oliseh  (2015-2016)
- Samson Siasia  (2016) (interino)
- Salisu Yusuf  (2016)
- Gernot Rohr  (2016-2021)
- Augustine Eguavoen (2021-2022)
- José Peseiro (2022-2024)
- Finidi George (2024)
- Augustine Eguavoen (2024-2025)
- Éric Chelle (2025-presente)

## Palmarés

### Selección absoluta
- Copa Africana de Naciones (3): 1980, 1994 y 2013.
  - Subcampeón (5): 1984, 1988, 1990, 2000 y 2023.
  - Tercer Lugar (8): 1976, 1978, 1992, 2002, 2004, 2006, 2010 y 2019.
- Copa de Naciones Afro-Asiáticas (1): 1995.
- Copa de Naciones de la WAFU (1): 2010.
- Juegos Panafricanos (1): 1973.

### Torneos amistosos
- Copa Carlsberg (1): 1998.[2]
- Copa LG (1): 2003.
- Copa CEDEAO (2): 1977 y 1990.

### Selección Olímpica (Sub-23)
- Juegos Olímpicos:
  - 1 Medalla de oro: Atlanta 1996.
  - 1 Medalla de plata: Pekín 2008.
  - 1 Medalla de bronce: Río 2016.
- Copa Africana de Naciones: 2015.

### Selección Sub-20
- Campeonato Africano Sub-20 (5): 1983, 1985, 1987, 1989 y 2005.

### Selección Sub-17
- Copa Mundial de Fútbol Sub-17 (5): 1985, 1993, 2007, 2013 y 2015.
- Campeonato Africano Sub-17 (2): 2001 y 2007.

## Estadísticas

### Copa Mundial de Fútbol
| Copa Mundial de Fútbol | Copa Mundial de Fútbol  | Copa Mundial de Fútbol  | Copa Mundial de Fútbol  | Copa Mundial de Fútbol  | Copa Mundial de Fútbol  | Copa Mundial de Fútbol  | Copa Mundial de Fútbol  | Copa Mundial de Fútbol  | Copa Mundial de Fútbol  |
| Año                    | Ronda                   | Posición                | J                       | G                       | E                       | P                       | GF                      | GC                      | DG                      |
| ---------------------- | ----------------------- | ----------------------- | ----------------------- | ----------------------- | ----------------------- | ----------------------- | ----------------------- | ----------------------- | ----------------------- |
| 1930 - 1950            | No existía la selección | No existía la selección | No existía la selección | No existía la selección | No existía la selección | No existía la selección | No existía la selección | No existía la selección | No existía la selección |
| 1954 - 1958            | No participó            | No participó            | No participó            | No participó            | No participó            | No participó            | No participó            | No participó            | No participó            |
| 1962                   | No clasificó            | No clasificó            | No clasificó            | No clasificó            | No clasificó            | No clasificó            | No clasificó            | No clasificó            | No clasificó            |
| 1966                   | Se retiró               | Se retiró               | Se retiró               | Se retiró               | Se retiró               | Se retiró               | Se retiró               | Se retiró               | Se retiró               |
| 1970                   | No clasificó            | No clasificó            | No clasificó            | No clasificó            | No clasificó            | No clasificó            | No clasificó            | No clasificó            | No clasificó            |
| 1974                   | No clasificó            | No clasificó            | No clasificó            | No clasificó            | No clasificó            | No clasificó            | No clasificó            | No clasificó            | No clasificó            |
| 1978                   | No clasificó            | No clasificó            | No clasificó            | No clasificó            | No clasificó            | No clasificó            | No clasificó            | No clasificó            | No clasificó            |
| 1982                   | No clasificó            | No clasificó            | No clasificó            | No clasificó            | No clasificó            | No clasificó            | No clasificó            | No clasificó            | No clasificó            |
| 1986                   | No clasificó            | No clasificó            | No clasificó            | No clasificó            | No clasificó            | No clasificó            | No clasificó            | No clasificó            | No clasificó            |
| 1990                   | No clasificó            | No clasificó            | No clasificó            | No clasificó            | No clasificó            | No clasificó            | No clasificó            | No clasificó            | No clasificó            |
| 1994                   | Octavos de final        | 9.º                     | 4                       | 2                       | 0                       | 2                       | 7                       | 4                       | +3                      |
| 1998                   | Octavos de final        | 12.º                    | 4                       | 2                       | 0                       | 2                       | 6                       | 9                       | -3                      |
| 2002                   | Fase de grupos          | 27.º                    | 3                       | 0                       | 1                       | 2                       | 1                       | 3                       | -2                      |
| 2006                   | No clasificó            | No clasificó            | No clasificó            | No clasificó            | No clasificó            | No clasificó            | No clasificó            | No clasificó            | No clasificó            |
| 2010                   | Fase de grupos          | 27.º                    | 3                       | 0                       | 1                       | 2                       | 3                       | 5                       | -2                      |
| 2014                   | Octavos de final        | 16.º                    | 4                       | 1                       | 1                       | 2                       | 3                       | 5                       | -2                      |
| 2018                   | Fase de grupos          | 21.º                    | 3                       | 1                       | 0                       | 2                       | 3                       | 4                       | -1                      |
| 2022                   | No clasificó            | No clasificó            | No clasificó            | No clasificó            | No clasificó            | No clasificó            | No clasificó            | No clasificó            | No clasificó            |
| 2026                   | Por disputarse          | Por disputarse          | Por disputarse          | Por disputarse          | Por disputarse          | Por disputarse          | Por disputarse          | Por disputarse          | Por disputarse          |
| 2030                   | Por disputarse          | Por disputarse          | Por disputarse          | Por disputarse          | Por disputarse          | Por disputarse          | Por disputarse          | Por disputarse          | Por disputarse          |
| 2034                   | Por disputarse          | Por disputarse          | Por disputarse          | Por disputarse          | Por disputarse          | Por disputarse          | Por disputarse          | Por disputarse          | Por disputarse          |
| Total                  | 6/22                    | 33.º                    | 21                      | 6                       | 3                       | 12                      | 23                      | 30                      | -7                      |

### Copa FIFA Confederaciones
| Copa FIFA Confederaciones | Copa FIFA Confederaciones | Copa FIFA Confederaciones | Copa FIFA Confederaciones | Copa FIFA Confederaciones | Copa FIFA Confederaciones | Copa FIFA Confederaciones | Copa FIFA Confederaciones |
| Año                       | Ronda                     | J                         | G                         | E                         | P                         | GF                        | GC                        |
| ------------------------- | ------------------------- | ------------------------- | ------------------------- | ------------------------- | ------------------------- | ------------------------- | ------------------------- |
| 1992                      | No clasificó              | No clasificó              | No clasificó              | No clasificó              | No clasificó              | No clasificó              | No clasificó              |
| 1995                      | Cuarto lugar              | 3                         | 1                         | 2                         | 0                         | 4                         | 1                         |
| 1997                      | No clasificó              | No clasificó              | No clasificó              | No clasificó              | No clasificó              | No clasificó              | No clasificó              |
| 1999                      | No clasificó              | No clasificó              | No clasificó              | No clasificó              | No clasificó              | No clasificó              | No clasificó              |
| 2001                      | No clasificó              | No clasificó              | No clasificó              | No clasificó              | No clasificó              | No clasificó              | No clasificó              |
| 2003                      | No clasificó              | No clasificó              | No clasificó              | No clasificó              | No clasificó              | No clasificó              | No clasificó              |
| 2005                      | No clasificó              | No clasificó              | No clasificó              | No clasificó              | No clasificó              | No clasificó              | No clasificó              |
| 2009                      | No clasificó              | No clasificó              | No clasificó              | No clasificó              | No clasificó              | No clasificó              | No clasificó              |
| 2013                      | Fase de grupos            | 3                         | 1                         | 0                         | 2                         | 7                         | 6                         |
| 2017                      | No clasificó              | No clasificó              | No clasificó              | No clasificó              | No clasificó              | No clasificó              | No clasificó              |
| Total                     | 2/10                      | 6                         | 2                         | 2                         | 2                         | 11                        | 7                         |

### Copa Africana de Naciones
| Copa Africana de Naciones | Copa Africana de Naciones | Copa Africana de Naciones | Copa Africana de Naciones | Copa Africana de Naciones | Copa Africana de Naciones | Copa Africana de Naciones | Copa Africana de Naciones |
| Año                       | Ronda                     | J                         | G                         | E                         | P                         | GF                        | GC                        |
| ------------------------- | ------------------------- | ------------------------- | ------------------------- | ------------------------- | ------------------------- | ------------------------- | ------------------------- |
| 1957                      | No participó              | No participó              | No participó              | No participó              | No participó              | No participó              | No participó              |
| 1959                      | No participó              | No participó              | No participó              | No participó              | No participó              | No participó              | No participó              |
| 1962                      | Se retiró                 | Se retiró                 | Se retiró                 | Se retiró                 | Se retiró                 | Se retiró                 | Se retiró                 |
| 1963                      | Fase de grupos            | 2                         | 0                         | 0                         | 2                         | 3                         | 10                        |
| 1965                      | Se retiró                 | Se retiró                 | Se retiró                 | Se retiró                 | Se retiró                 | Se retiró                 | Se retiró                 |
| 1968                      | No clasificó              | No clasificó              | No clasificó              | No clasificó              | No clasificó              | No clasificó              | No clasificó              |
| 1970                      | Se retiró                 | Se retiró                 | Se retiró                 | Se retiró                 | Se retiró                 | Se retiró                 | Se retiró                 |
| 1972                      | No clasificó              | No clasificó              | No clasificó              | No clasificó              | No clasificó              | No clasificó              | No clasificó              |
| 1974                      | No clasificó              | No clasificó              | No clasificó              | No clasificó              | No clasificó              | No clasificó              | No clasificó              |
| 1976                      | Tercer lugar              | 6                         | 3                         | 1                         | 2                         | 11                        | 10                        |
| 1978                      | Tercer lugar              | 5                         | 2                         | 2                         | 1                         | 8                         | 5                         |
| 1980                      | Campeón                   | 5                         | 4                         | 1                         | 0                         | 8                         | 1                         |
| 1982                      | Fase de grupos            | 3                         | 1                         | 0                         | 2                         | 4                         | 5                         |
| 1984                      | Subcampeón                | 5                         | 1                         | 3                         | 1                         | 7                         | 8                         |
| 1986                      | No clasificó              | No clasificó              | No clasificó              | No clasificó              | No clasificó              | No clasificó              | No clasificó              |
| 1988                      | Subcampeón                | 5                         | 1                         | 3                         | 1                         | 5                         | 3                         |
| 1990                      | Subcampeón                | 5                         | 3                         | 0                         | 2                         | 5                         | 6                         |
| 1992                      | Tercer lugar              | 5                         | 4                         | 0                         | 1                         | 8                         | 5                         |
| 1994                      | Campeón                   | 5                         | 3                         | 2                         | 0                         | 9                         | 3                         |
| 1996                      | Se retiró                 | Se retiró                 | Se retiró                 | Se retiró                 | Se retiró                 | Se retiró                 | Se retiró                 |
| 1998                      | Suspendido                | Suspendido                | Suspendido                | Suspendido                | Suspendido                | Suspendido                | Suspendido                |
| 2000                      | Subcampeón                | 6                         | 4                         | 2                         | 0                         | 12                        | 5                         |
| 2002                      | Tercer lugar              | 6                         | 3                         | 2                         | 1                         | 4                         | 2                         |
| 2004                      | Tercer lugar              | 6                         | 4                         | 1                         | 1                         | 11                        | 5                         |
| 2006                      | Tercer lugar              | 6                         | 4                         | 1                         | 1                         | 7                         | 3                         |
| 2008                      | Cuartos de final          | 4                         | 1                         | 1                         | 2                         | 3                         | 3                         |
| 2010                      | Tercer lugar              | 6                         | 3                         | 1                         | 2                         | 6                         | 4                         |
| 2012                      | No clasificó              | No clasificó              | No clasificó              | No clasificó              | No clasificó              | No clasificó              | No clasificó              |
| 2013                      | Campeón                   | 6                         | 4                         | 2                         | 0                         | 11                        | 4                         |
| 2015                      | No clasificó              | No clasificó              | No clasificó              | No clasificó              | No clasificó              | No clasificó              | No clasificó              |
| 2017                      | No clasificó              | No clasificó              | No clasificó              | No clasificó              | No clasificó              | No clasificó              | No clasificó              |
| 2019                      | Tercer lugar              | 7                         | 5                         | 0                         | 2                         | 9                         | 7                         |
| 2021                      | Octavos de final          | 4                         | 3                         | 0                         | 1                         | 6                         | 2                         |
| 2023                      | Subcampeón                | 7                         | 4                         | 2                         | 1                         | 8                         | 4                         |
| 2025                      | Clasificado               | Clasificado               | Clasificado               | Clasificado               | Clasificado               | Clasificado               | Clasificado               |
| 2027                      | Por definir               | Por definir               | Por definir               | Por definir               | Por definir               | Por definir               | Por definir               |
| Total                     | 21/35                     | 102                       | 57                        | 24                        | 21                        | 142                       | 85                        |

### Copa de Naciones Afroasiáticas
| Copa de Naciones Afroasiáticas | Copa de Naciones Afroasiáticas | Copa de Naciones Afroasiáticas | Copa de Naciones Afroasiáticas | Copa de Naciones Afroasiáticas | Copa de Naciones Afroasiáticas | Copa de Naciones Afroasiáticas | Copa de Naciones Afroasiáticas |
| Año                            | Ronda                          | J                              | G                              | E                              | P                              | GF                             | GC                             |
| ------------------------------ | ------------------------------ | ------------------------------ | ------------------------------ | ------------------------------ | ------------------------------ | ------------------------------ | ------------------------------ |
| 1978 - 1993                    | No clasificó                   | No clasificó                   | No clasificó                   | No clasificó                   | No clasificó                   | No clasificó                   | No clasificó                   |
| 1995                           | Campeón                        | 2                              | 2                              | 0                              | 0                              | 4                              | 2                              |
| 1997 - 2007                    | No clasificó                   | No clasificó                   | No clasificó                   | No clasificó                   | No clasificó                   | No clasificó                   | No clasificó                   |
| Total                          | 1/8                            | 2                              | 2                              | 0                              | 0                              | 4                              | 2                              |

## Selección Local

### Campeonato Africano de Naciones
| Campeonato Africano de Naciones | Campeonato Africano de Naciones | Campeonato Africano de Naciones | Campeonato Africano de Naciones | Campeonato Africano de Naciones | Campeonato Africano de Naciones | Campeonato Africano de Naciones | Campeonato Africano de Naciones |
| Año                             | Ronda                           | J                               | G                               | E                               | P                               | GF                              | GC                              |
| ------------------------------- | ------------------------------- | ------------------------------- | ------------------------------- | ------------------------------- | ------------------------------- | ------------------------------- | ------------------------------- |
| 2009                            | No clasificó                    | No clasificó                    | No clasificó                    | No clasificó                    | No clasificó                    | No clasificó                    | No clasificó                    |
| 2011                            | No clasificó                    | No clasificó                    | No clasificó                    | No clasificó                    | No clasificó                    | No clasificó                    | No clasificó                    |
| 2014                            | Tercer lugar                    | 6                               | 3                               | 2                               | 1                               | 12                              | 8                               |
| 2016                            | Fase de grupos                  | 3                               | 1                               | 1                               | 1                               | 5                               | 3                               |
| 2018                            | Subcampeón                      | 6                               | 4                               | 1                               | 1                               | 7                               | 6                               |
| 2021                            | No clasificó                    | No clasificó                    | No clasificó                    | No clasificó                    | No clasificó                    | No clasificó                    | No clasificó                    |
| 2023                            | No clasificó                    | No clasificó                    | No clasificó                    | No clasificó                    | No clasificó                    | No clasificó                    | No clasificó                    |
| 2025                            | Clasificó                       | Clasificó                       | Clasificó                       | Clasificó                       | Clasificó                       | Clasificó                       | Clasificó                       |
| Total                           | 4/8                             | 15                              | 8                               | 4                               | 3                               | 24                              | 17                              |